# Bitwa pod Chippawa
Bitwa nad rzeką Chippawa – bitwa wojny brytyjsko-amerykańskiej 1812 roku, która odbyła się w trzecim roku wojny 5 lipca 1814 roku, nad rzeką Chippawa w pobliżu obecnego Niagara Falls w Ontario.

## Przebieg
Wojska amerykańskie w sile dwóch tysięcy, rozlokowane były wzdłuż rzeki Chippawa nieopodal Niagara Falls. Tego samego dnia dołączył do nich pułkownik Peter Porter, przyprowadzając kolejnych 1500 żołnierzy. Amerykańskie siły dostały się pod obstrzał indiańskich snajperów, znajdujących się w pobliskim lesie. Mimo że istniało podejrzenie brytyjskiej zasadzki, gen. Jacob Brown zdecydował się wysłać za rzekę ponad pięciusetosobowy pododdział, którego zadaniem było oczyszczenie lasu ze snajperów. Niewielki oddział indiański, dowodzony przez wodza Johna Nortona, rozpędzony przez Amerykanów, zbiegł na drugą stronę rzeki.
Wiadomość o szczupłych siłach wroga (Norton nie wiedział o wzmocnieniu oddziału przez ludzi Portera) zachęciła brytyjskiego generała majora Phineasa Rialla przez zaskoczenie. Szybkim marszem brytyjski oddział zbliżył się do rzeki i przekroczył ją, nacierając na linie amerykańskie, niespodziewanie napotkawszy zacięty opór. Ku zaskoczeniu Brytyjczyków, Amerykanie nie walczyli niezorganizowaną kupą, lecz utrzymali zwarty szyk. Po krótkiej wymianie ognia doszło do walki na bagnety. W tym momencie do akcji wkroczył oddział Portera ukryty w lesie, z którego wcześniej przepędzono Indian, uderzając w Brytyjczyków z flanki.
Riall widząc nadchodzącą klęskę zarządził odwrót, pozostawiając na polu walki 200 zabitych i 360 rannych. Straty amerykańskie w tej bitwie były znacznie niższe. Mimo że bitwa zakończyła się amerykańskim zwycięstwem, nie zmieniła ogólnego położenia strategicznego obu stron. Obszar po wschodniej stronie rzeki pozostał pod brytyjską kontrolą. Nie powiodły się jednak brytyjskie plany pokonania przeciwnika.